# Vilhelmine Augusta af Slesvig-Holsten-Nordborg-Plön
Vilhelmine Augusta, prinsesse af Slesvig-Holsten-Nordborg-Plön, gift lensgrevinde Reventlow (17. november 1704 – 16. marts 1749) var en holstensk prinsesse, søster til hertug Frederik Karl af Slesvig-Holsten-Sønderborg-Plön.
Hun var datter af prins Christian Carl og Dorothea Christine f. von Aichelberg. 20. september 1731 ægtede hun grev Conrad Ditlev Reventlow. Hun blev dame de l'union parfaite 1749 og døde senere samme år.